# Franz Xaver Gabelsberger
Franz Xaver Gabelsberger, nemški stenograf, * 9. februar 1789, München, † 4. januar 1849, München.
Gabelsberger je utemeljitelj nemškega tesnopisnega sistema, ki je postal osnova za večino sodobnih evropskih stenografij.